# Westinghouse Bremsen-Gesellschaft

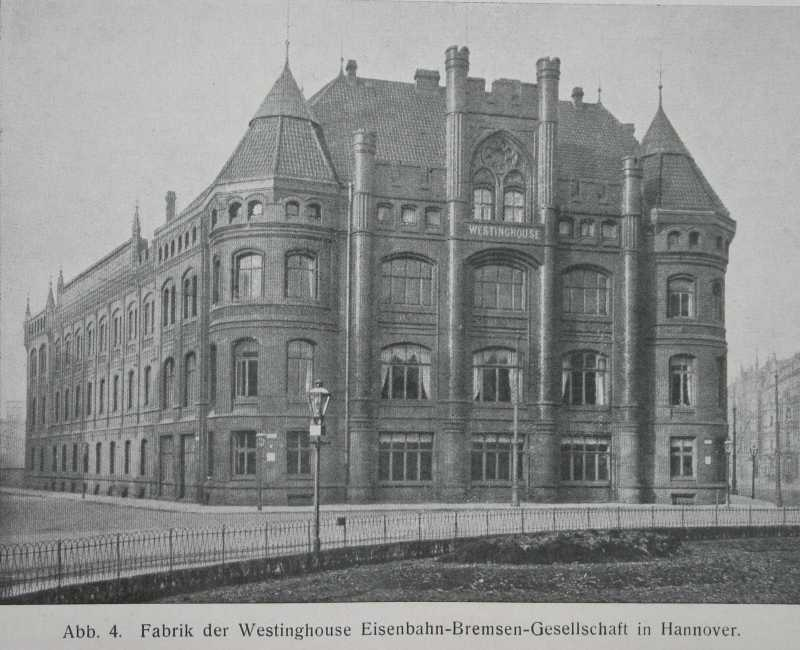
Blick um 1900 auf die von Karl Börgemann errichteten Gebäude am Goetheplatz 7 und Lenaustraße 6 in der Calenberger Neustadt von Hannover

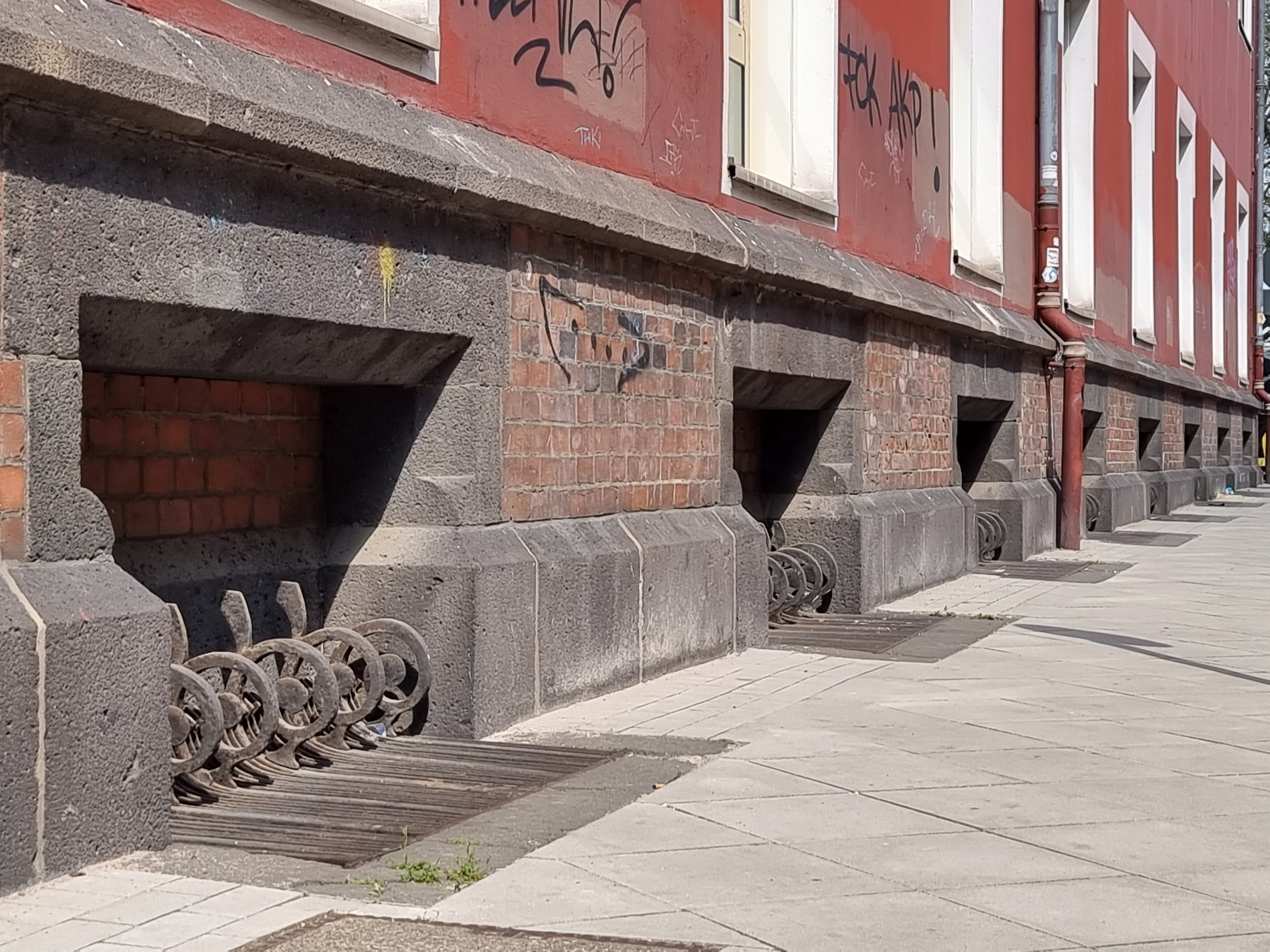
Schmiedeeiserne Schutzgitter zwischen historischen Sandstein-Elementen und Ziegelstein-Verschalungen entlang der Lenaustraße

Die Westinghouse Bremsen-Gesellschaft mbH in Hannover war eine im 19. Jahrhundert gegründete und nach dem Erfinder George Westinghouse benannte GmbH zur Herstellung vor allem von Druckluftbremsen für Eisenbahnen. Die im 19. Jahrhundert errichteten ersten Fabrikanlagen erstreckten sich zwischen der Braunstraße und der Lenaustraße hinter dem Hauptverwaltungsgebäude am Goetheplatz 7. Von dem Gebäudekomplex haben sich Teile der von dem Architekten Karl Börgemann errichteten Fabrik an der Lenaustraße 6 erhalten.

## Geschichte
Das hannoversche Werk wurde ursprünglich ab dem Februar 1884 erbaut und schon wenige Jahre später erheblich vergrößert. Anlass war die allgemeine Einführung der Westinghouse-Schnellbremse für die Wagen der preußisch-hessischen und der süddeutschen Staatsbahnen 1891. Im selben Jahr und bis 1892 wurde das von Karl Börgemann entworfene Fabrikgebäude an der Lenaustraße errichtet. Schon 1892 war die Belegschaft auf 150 Betriebsangehörige angewachsen.
1899 bis 1900 wurde das ebenfalls nach Karl Börgemanns Plänen erbaute Verwaltungsgebäude am Goetheplatz 7 erbaut.
Die Fabrik in der Calenberger Neustadt deckte bald auch den Bedarf von ausländischen Eisenbahnverwaltungen. Das Unternehmen, das zwischen 1905 und 1911 auch als Westinghouse Eisenbahn-Bremsen-Gesellschaft firmierte sowie zeitweilig als Gesellschaft der Westinghouse'schen Continuirlichen Bremse firmierte, stellte neben Luftdruckbremsen auch „Heizeinrichtungen für Eisenbahnzüge, Luftdruck- und Luftsaugepumpen mit Dampfbetrieb, Luftdruck-Stellvorrichtungen für die Verschlußkappen der Selbstentladewagen für Kohlen-, Erz- und Kalitransporte“ her. 1910 wurde die Produktpalette um „geräuschlos laufende Kettentriebe“ erweitert, „die ihres hohen Wirkungsgrades und ihrer sonstigen Vorteile wegen zur Kraftübertragung bei Transmissionen usw.“ in verschiedensten Dimensionen Anwendung fanden.
Nach dem Ersten Weltkrieg wuchs der Bedarf an Kettenantrieben dermaßen an, dass Westinghouse für diesen Fabrikationszweig in Gronau an der Leine ein eigenes Werk zur Herstellung von Zahnrädern errichten ließ.
Mit dem Aufkommen der Automobile und den immer größer und schwerer werdenden Lastwagen und Anhängern sowie den damit zusammenhängenden Verkehrssicherheitsrisiken konnte Westinghouse einen bis dahin noch nicht erschlossenen Markt beliefern: Ab 1934 fertigte das Unternehmen – führend in allen Marktbereichen – auch Druckluftbremsen für schwere Lkw.
Nachdem Wolfgang von Witzleben 1937 die alleinige Geschäftsführung für die Werke in Hannover und Gronau übernommen hatte, fertigte Westinghouse ab 1938 auch Steuerungen für große Kräne und ab 1945 Steuerungen für Bohranlagen.
Unterdessen waren die Einrichtungen des Unternehmens während der Luftangriffe auf Hannover im Zweiten Weltkrieg zu rund 40 Prozent zerstört worden; allein das Verwaltungsgebäude am Goetheplatz brannte zweimal völlig aus. „Dank reger Beteiligung der Belegschaftsmitglieder“ konnten in der frühen Nachkriegszeit bald jedoch fast alle Schäden behoben werden.
Unter der Führung von Wolfgang von Witzleben wirkten Mitte der 1950er Jahre in den Werken am Goetheplatz in Hannover sowie in Gronau rund 1000 Arbeiter und Angestellte. Das Unternehmen entwickelte sich weiter zu WABCO. Im Jahr 2020 übernahm die ZF Friedrichshafen den WABCO-Konzern:  ZF Wabco Hannover.